# Leonz Held
Leonz Held (* 11. Februar 1844 in Zizers; † 5. Februar 1925 in Bern, katholisch, heimatberechtigt in Zizers) war ein Schweizer Topograf, Kartograf und Geodät.

Leonz Held (1844–1925)

## Leben
Leonz Held kam am 11. Februar 1844 in Zizers als Sohn des Arztes und Musiklehrers Johann Anton Held und der Elisabeth geborene Vogel zur Welt. Held, der seine Jugendjahre in Chur verbrachte, absolvierte eine Ausbildung zum Geometer.
In der Folge war Held seit 1872 für das Eidgenössische Topographische Bureau tätig. Seit 1886 als erster Topograf angestellt, wirkte  Held bis 1901 als erfolgreicher Gebirgstopograf. Im Jahr 1902 wurde Leonz Held zum Chef des Eidgenössischen Topographischen Bureaus ernannt, dazu amtierte er zwischen 1903 und 1920 als Direktor der neuen Abteilung für Landestopographie.
Während Leonz Helds  Amtszeit kam ein neues Präzisionsnivellement der Schweiz zur Anwendung, wurde die winkeltreue sechsfache Zylinderprojektion eingeführt sowie die eidgenössische Grundbuchvermessung vorbereitet.
Daneben gehörte Held der Schweizerischen Gletscherkommission sowie der Geodätischen Kommission an. Ausserdem diente er in der Schweizer Armee im Rang eines Oberstleutnants.
Er war mit Anna Maria Barbara, der Tochter des Sebastian Laurenz Locher verheiratet. Leonz Held starb am 5. Februar 1925 wenige Tage vor Vollendung seines 81. Lebensjahres in Bern. Er war der Schwiegervater des Anwalts und freisinnigen Politikers Hans Pfister.

## Ehrung
- 1915 zeichnete die ETH Zürich Leonz Held mit der Verleihung des Ehrendoktorates aus.